# 傑日二世 (布熱格)
傑日二世（波蘭語：Jerzy II brzeski，1523年7月18日—1586年5月7日），布熱格公爵，1547年至1586年在位。

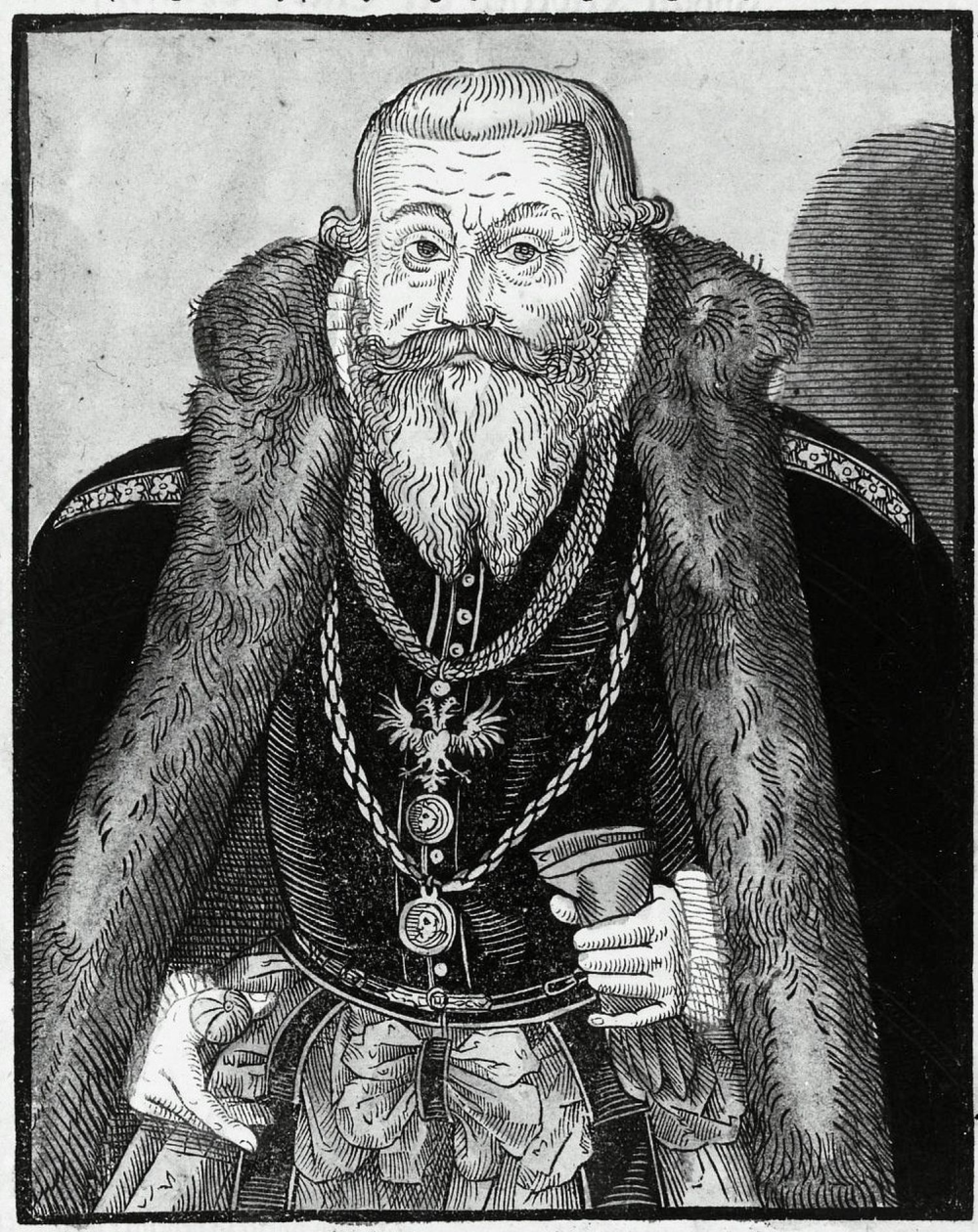
傑日二世

傑日二世是萊格尼查公爵腓特烈二世的次子，母親是安斯巴赫藩侯腓特烈二世的女兒索菲。

## 家庭
1545年，傑日二世與布蘭登堡的芭芭拉結婚，兩人共有2子2女：
1. 芭芭拉（1548年—1565年），早逝
2. 約阿希姆·腓特烈（1550年—1602年）
3. 揚·傑日（英语：John George of Ohlau）（1552年—1592年）
4. 伊莉莎白（1562年—1630年），與奧萊希尼察的卡雷爾二世結婚